# Ийем, Нури
Нури Ийем (10 марта 1915, Стамбул — 18 июня 2005, Стамбул) — турецкий художник.

## Биография
Родился в 1915 году в стамбульском районе Аксарай в семье чиновника Хюсейина Хюсню Бея и его жены Мелек Ханым. Был самым младшим из семи детей. В 1922 году умерла его сестра Алийе. Её смерть оказала на будущего художника большое влияние. В связи с работой отца семья часто переезжала, поэтому Нури учился в разных школах.
Благодаря покровительству Назми Зии Гюрана поступил в академию изящных искусств. Среди учителей Нури Ийема в академии были Ибрахим Чаллы, Хикмет Онат и Ахмед Хамди Танпынар. После окончания в 1937 году академии, год служил в армии. Затем работал учителем рисования в лицее Гиресун. В 1940-44 годах вновь учился в Стамбульской академии изящных искусств, где более углублённо изучил рисование.
Во время учёбы в академии он примкнул к группе художников, известных как «Новички». Среди этих художников были Авни Арбаш, Агоп Арад, Феррух Башага, Фетхи Каракаш, Хашмет Акал, Кемаль Сёнмезлер, Мюмтаз Йерен и Селим Туран. «Новички» организовали ряд выставок, на которых представлены их картины. Отчасти им удалось добиться благодаря помощи философа Хильми Улькена. В этот же период открылась первая личная выставка Нури Ийема.
В период Второй мировой войны Нури Ийем 18 месяцев служил в армии, в 1944 году он женился. В 1945 году художник был обвинён в подбивании студентов Стамбульского университета к беспорядкам и 18 месяцев провёл под арестом.
В 1950 году принимал участие в выставке турецких художников в Нидерландах. Также участвовал в биеннале в Венеции и Сан-Паулу
В 1980-х годах благодаря своему творчеству получил мировую известность.
Умер 18 июля 2005 года в Стамбуле.
Лауреат ряда премий. Рисовал в основном абстрактные портреты, написал более 1,5 тысяч картин. Наиболее узнаваемым его приёмом является изображение печальных лиц. Галерея искусств Эвин в память о художнике учредила премию «Nuri İyem Painting Award», вручаемую каждый год.